# Burnley
Burnley este un oraș și un district nemetropolitan în comitatul Lancashire, regiunea North West, Anglia. Districtul are o populație de 88.000 locuitori din care 73.021 locuiesc în orașul propriu zis Burnley.